# Carina Persson (astronom)
Carina Margareta Persson, född 4 oktober 1964, är en svensk astronom som är verksam vid Institutionen för rymd-, geo- och miljövetenskap vid Chalmers tekniska högskola. Hennes forskning har handlat om hur stjärnor bildas och om exoplaneter.
Persson har studerat vid Uppsala universitet och vid Chalmers tekniska högskola, där hon disputerade 2009 på en avhandling om observationer gjorda med den svenska satelliten Odin.  Hon började sina studier i naturvetenskap först i vuxen ålder.
Carina Persson har uppmärksammats för bland annat forskningsresultat om hur fria planeter kan bildas 
 
och för upptäckten av en ovanligt tung brun dvärg . Hon har dessutom forskat med Herschelteleskopet
.
Som exoplanetforskare arbetar Carina Persson med projekt som Cheops, Plato, Keplerteleskopet och TESS .